# Вуоринен, Эрно
Эрно «Эмппу» Матти Юхани Вуоринен (фин. Erno «Emppu» Matti Juhani Vuorinen; род. 24 июня 1978, Китеэ, Финляндия) — гитарист финской симфо-метал-группы Nightwish.
Эмппу Вуоринен начал играть на гитаре в 12 лет. Эмппу играет в различных группах, включая Nightwish, в которой играет с самого начала, и Altaria. Так как Туомас Холопайнен (лидер группы и клавишник) создаёт большую часть музыки Nightwish, можно наблюдать, как Эмппу играет необычные гитарные риффы, что были созданы для клавишных. Вуоринена легко узнать по его росту, который составляет около 165 сантиметров. На концерте он всегда активно делится своими медиаторами, порой кидая их в толпу прямо во время исполнения песни.
В январе 2004 года Эмппу решил, что ему лучше покинуть Altaria, чтобы уделять больше времени Nightwish.
Сейчас, помимо Nightwish, Вуоринен играет в группе Brother Firetribe.

## Инструменты
Изначально (в первых альбомах Nightwish), Эмппу использовал гитары Washburn (WASHBURN CS-780 белого и фиолетового цвета). В настоящее время играет на гитарах производства ESP. На данный момент он пользуется гитарами ESP Horizon и ESP EV-1 (фиолетовая и белая, строй D и E соответственно), а также ESP Eclipse (строй D) в чёрном исполнении, которую можно увидеть в клипах на песни «Amaranth» и «Bye Bye Beautiful».
После того, как фанаты увидели, что известная фиолетовая гитара куда-то делась, это вызвало множество вопросов. Один из них был задан в Nightmail на официальном сайте Nightwish Дэвидом из Канады:
Правда, что ты сменил свою гитару, чтобы она больше подходила тяжелому голосу Анетт?
На что Вуоринен ответил:
На самом деле, когда мы поехали в Лос-Анджелес, [где снималось видео] я забыл свою гитару дома. Так что мне пришлось бежать в ближайший гитарный магазин и купить ESP Eclipse. Так что ответ: Нет!